# Халіль (казанський хан)
Халіль (خلیل‎; д/н — 1467) — 3-й казанський хан у 1465—1467 роках. Відомий також як Челалек (ймовірно булгарський варіант імені).

## Життєпис
Походив з династії Тука-Тимуридів, гілки Чингизідів. Син хана Махмуда. Відомостей про нього обмаль. Його ім’я згадується у праці мандрівника XVI століття Сигізмунда фон Герберштайна «Нариси про московські справи».
1465 року спадкував батькові. Невдовзі вступив у конфлікт з Іваном III, великим князем Московським, розірвавши його вітальну грамоту. Ймовірно, хан планував відновити антимосковські походи.
Також мав погані відносини з ногайцями, з якими зрештою замирився, 1466 року оженившись з Нурсулатан, донькою Тимур-бія, беклярбека Ахмата, хана Великої Орди. 1467 року раптово помер, можливо, загинув внаслідок заколоту. Новим ханом став його брат Ібрагім.